# Віллард (Нью-Мексико)
Віллард (англ. Willard) — селище (англ. village) в США, в окрузі Торренс штату Нью-Мексико. Населення — 201 особа (2020).

## Географія
Віллард розташований за координатами 34°35′41″ пн. ш. 106°1′54″ зх. д. / 34.59472° пн. ш. 106.03167° зх. д. (34.594858, -106.031737).  За даними Бюро перепису населення США в 2010 році селище мало площу 2,53 км², уся площа — суходіл.

## Демографія
Згідно з переписом 2010 року, у селищі мешкали 253 особи в 97 домогосподарствах у складі 60 родин. Густота населення становила 100 осіб/км².  Було 124 помешкання (49/км²).
Расовий склад населення:
| - 70,0 % — білих - 1,2 % — чорних або афроамериканців - 0,8 % — азіатів - 0,4 % — корінних американців - 21,7 % — осіб інших рас |

До двох чи більше рас належало 5,9 %. Частка іспаномовних становила 81,8 % від усіх жителів.
За віковим діапазоном населення розподілялося таким чином: 33,2 % — особи молодші 18 років, 54,2 % — особи у віці 18—64 років, 12,6 % — особи у віці 65 років та старші. Медіана віку мешканця становила 36,4 року. На 100 осіб жіночої статі у селищі припадало 104,0 чоловіків;  на 100 жінок у віці від 18 років та старших — 98,8 чоловіків також старших 18 років.
Середній дохід на одне домашнє господарство  становив 35 543 долари США (медіана — 20 625), а середній дохід на одну сім'ю — 44 264 долари (медіана — 32 656). За межею бідності перебувало 33,5 % осіб, у тому числі 42,1 % дітей у віці до 18 років та 17,8 % осіб у віці 65 років та старших.
Цивільне працевлаштоване населення становило 80 осіб. Основні галузі зайнятості: мистецтво, розваги та відпочинок — 28,8 %, роздрібна торгівля — 20,0 %, освіта, охорона здоров'я та соціальна допомога — 18,8 %, сільське господарство, лісництво, риболовля — 18,8 %.